# История на Мозамбик
Между 1 в. и 4 в., групи хора, говорещи на езика банту, мигрирали от запад и север през долината на река Замбези и постепенно се заселили в платата и крайбрежните зони.
Когато португалските мореплаватели достигнали Мозамбик през 1498 г., от няколко века съществувала арабска търговия с роби покрай брега и далечните острови. От около 1500 г. създадените португалски търговски постове и укрепления станали постоянни пристанища, в които корабите правели престой по новия маршрут на изток. По-късно търговци и златотърсачи навлезли във вътрешните региони, търсейки злато и роби. Въпреки че португалското влияние се разширило, силата му била ограничена благодарение на индивидуални колонизатори и чиновници, които разрешили автономия. В резултат инвестициите западнали и Лисабон се посветил на по-доходната търговия с Индия и Далечния изток и колонизирането на Бразилия.
В началото на 20 век португалците променили управлението в голяма част от Мозамбик и създали големи частни компании като Мозамбиканската компания, Компанията на Замбези и компанията „Няса“, контролирани и финансирани главно от британци, които създали железопътни линии до съседните страни и снадбявали евтино с африкански труд – често с насилие, мините и плантациите в разположените наблизо британски колонии и Южна Африка.